# Eleições estaduais no Paraná em 2022
As eleições estaduais no Paraná em 2022 foram realizadas em 2 de outubro, tendo sido decididas em primeiro turno. Os eleitores aptos a votar elegeram um governador, vice-governador, um senador, 30 deputados para a Câmara dos Deputados e 54 deputados à Assembleia Legislativa. O atual governador em exercício é Ratinho Júnior, do Partido Social Democrático (PSD), governador eleito em 2018. Pela legislação eleitoral, Massa esteve apto para disputar a reeleição e venceu com 69% dos votos. Para a eleição ao Senado Federal, foi disputada a vaga ocupada por Alvaro Dias, do PODE, eleito em 2014, que também esteve apto a disputar a reeleição, mas foi derrotado e sua vaga agora será ocupada pelo ex-Ministro da Justiça e Segurança Pública, Sergio Moro.
O governador e o vice-governador eleitos nesta eleição exercerão um mandato alguns dias mais longo. Isso ocorre devido a Emenda Constitucional n° 111, que alterou a Constituição e estipulou que o mandato dos governadores dos Estados e do Distrito Federal deverá ser iniciado em 06 de janeiro após a eleição. Entretanto, os candidatos eleitos nesta eleição assumem dia 1º de janeiro de 2023 e entregam o cargo no dia 06 de janeiro de 2027.

## Calendário eleitoral
| Calendário eleitoral      | Calendário eleitoral                                                                       |
| ------------------------- | ------------------------------------------------------------------------------------------ |
| 15 de maio                | Início do financiamento coletivo dos pré-candidatos                                        |
| 20 de julho a 5 de agosto | Convenções partidárias para a escolha dos candidatos e das coligações                      |
| 2 de outubro              | Primeiro turno das eleições                                                                |
| 7 a 28 de outubro         | Propaganda eleitoral gratuita no rádio e na televisão relativa a um eventual segundo turno |
| 30 de outubro             | Eventual segundo turno das eleições                                                        |
| até 19 de dezembro        | Diplomação dos eleitos pela Justiça Eleitoral                                              |

## Candidatos ao governo do Paraná
As convenções partidárias iniciaram-se no dia 20 de julho, se estendendo até 5 de agosto. Os partidos políticos tinham até 15 de agosto de 2022 para registrar formalmente os seus candidatos. Os seguintes partidos políticos confirmaram as suas candidaturas:

### Candidaturas confirmadas
- Ratinho Júnior (PSD): Natural de Jandaia do Sul, nasceu em 1981 e é empresário, comunicador, administrador de empresas e governador do Paraná desde 2019.[7] Foi eleito pela primeira vez no pleito de 2002 como deputado estadual, permanecendo no cargo até 2007, quando assumiu seu primeiro mandato representando o Paraná na Câmara dos Deputados. Foi eleito novamente deputado estadual nas eleições de 2014, mas preferiu assumir a Secretaria do Desenvolvimento Urbano do Paraná na gestão do ex-governador Beto Richa, cargo no qual permaneceu entre janeiro de 2015 até setembro de 2017, quando retornou à Assembleia Legislativa.[8] Ratinho esteve apto a disputar um segundo mandato. Sua candidatura foi oficializada em convenção do Partido Social Democrático em 30 de julho de 2022. Novamente, o vice que foi indicado em sua chapa foi o economista, empresário e vice-governador do Paraná desde 2019, Darci Piana.[9] Natural de Carazinho e nascido em 1941, Piana também é filiado ao Partido Social Democrático.[10]
- Roberto Requião (PT): Natural de Curitiba e nascido em 1941[11], Requião é advogado e jornalista. Ele foi eleito deputado estadual pelo estado do Paraná pela primeira vez nas eleições de 1982 pelo Partido do Movimento Democrático Brasileiro, e permaneceu no cargo até 1986, quando foi eleito prefeito de Curitiba.[12] Foi Secretário Estadual de Desenvolvimento Urbano do Paraná na gestão do ex-governador Alvaro Dias entre 1989 e 1990, quando renunciou à secretaria para disputar o cargo de governador nas eleições de 1990, sendo eleito em seguida. Permaneceu no cargo de governador até 1994, quando renunciou em abril para disputar o cargo de senador na eleição seguinte. Na disputa, Requião acabou saindo vitorioso e cumpriu seu mandato até 2003, sendo reeleito governador do Estado para um segundo e terceiro mandato (2003-2011). No pleito de 2010, foi eleito senador pela segunda vez, terminando seu mandato em 2019.[13] Esta é a sexta vez que Requião tenta disputar o Palácio Iguaçu[14], disputando com uma chapa 'puro sangue' pelo Partido dos Trabalhadores e pela Federação Brasil da Esperança (FE Brasil) e tendo sua candidatura anunciada em convenção partidária em 23 de julho.[15] O vice em sua chapa é Jorge Samek, também filiado ao Partido dos Trabalhadores, natural de Foz do Iguaçu e nascido em 1955.[16] Samek é empresário, engenheiro agrônomo e foi Diretor-Geral Brasileiro da Itaipu Binacional entre 2003 e 2016. Também foi vereador de Curitiba por quatro mandatos consecutivos, e na eleição de 1994, foi candidato ao governo paranaense, não atingindo êxito. Foi eleito deputado federal pela primeira vez em 2002, cargo que acabou renunciando para assumir a diretoria-geral de Itaipu.[17]
- Ricardo Gomyde (PDT): Natural de Ibaiti, nasceu em 1970 e é advogado.[18] Oriundo dos movimentos sindicais, presidiu a União Nacional dos Estudantes (UNE) em 1993. Em seguida, foi eleito deputado federal pelo Partido Comunista do Brasil (PCdoB) nas eleições de 1994, permanecendo no cargo até 1999.[12] Também já foi vereador de Curitiba e atuou na Secretaria Nacional de Futebol no Ministério do Esporte em 2009, durante o segundo Governo Lula.[19] O Partido Democrático Trabalhista oficializou sua candidatura ao governo do Estado em 30 de julho.[20] A vice em sua chapa é a advogada Eliza Ferreira, também filiada ao PDT, natural de Curitiba e nascida em 1986.[21]
- Ângela Machado (PSOL): Também conhecida como Professora Ângela, nasceu em 1977 e é natural de São José dos Pinhais. É professora e administradora, filiada ao Partido Socialismo e Liberdade. Já concorreu ao cargo de vereadora de Curitiba nas eleições de 2016 e 2020, não obtendo êxito.[8] Sua candidatura foi oficializada pela Federação PSOL REDE em 30 de julho[22] e o vice em sua chapa é Sergio Nakatani, natural de Santana do Itararé, nascido em 1962 e filiado à Rede Sustentabilidade.[23]
- Adriano Vieira (PCO): Nasceu em 1987 e é natural de Nova Olímpia.[24] Adriano é funileiro e já foi candidato a vereador de Paranavaí nas eleições de 2020, não obtendo êxito. Sua candidatura foi oficializada em convenção realizada pelo Partido da Causa Operária no dia 31 de julho.[25] O vice em sua chapa é Cristiano Kusbick Poll, natural de São Borja e nascido em 1980.[26] Kusbick é jornalista e servidor público e também é filiado ao PCO.[27]
- Joni Correia (DC): Nasceu em 1977 em Cornélio Procópio.[28] É professor, empresário e foi diretor das Secretarias de Trabalho e Emprego de Curitiba e da Secretaria de Governo de Foz do Iguaçu. Seu nome foi oficializado em convenção partidária do Democracia Cristã em 23 de julho. É a primeira vez que Joni disputa o governo do Paraná.[29] O vice em sua chapa é Gledson Regnier Zawadzki, natural de Curitiba e nascido em 1972. É empresário e também filiado ao Democracia Cristã.[30]
- Professor Ivan (PSTU): Natural de Paranavaí, nasceu em 1969.[31] É professor da rede estadual e já disputou ao cargo de governador nas eleições de 2018. Seu nome foi oficializado pelo Partido Socialista dos Trabalhadores Unificado em 30 de julho.[8] O jornalista, redator e biólogo Phill Natal, natural de Pirajuí e nascido em 1986 é o candidato à vice em sua chapa ao governo estadual e também é filiado ao PSTU.[32]
- Solange Ferreira (PMN): Natural de Maringá e nascida em 1967[33], Solange é professora de música. É a primeira vez que disputa um cargo eletivo. Sua candidatura foi oficializada pelo Partido da Mobilização Nacional em 30 de julho.[34] O vice em sua chapa era originalmente Osni Minotto, mas seu nome foi indeferido pela Justiça Eleitoral por filiação partidária fora do prazo estipulado. Com isso, o empresário Marcos Antonio Santos, natural de Curitiba, nascido em 1977 e também filiado ao PMN, foi escolhido em seu lugar.[35][36]
- Viviane Motta (PCB): Natural de Cuiabá e nascida em 1991[37], Viviane é professora da rede estadual de ensino do Paraná e militante do Coletivo Feminista Classista Ana Montenegro (CFCAM). É a primeira vez que disputa um cargo eletivo.[8] Sua candidatura foi oficializada em 29 de julho.[38] O vice em sua chapa é Diego Valdez, natural de Foz do Iguaçu e nascido em 1987. Valdez trabalha como agente educacional na rede estadual do Paraná e é também filiado ao Partido Comunista Brasileiro.[39]

### Candidatos
Nota: a tabela a seguir está organizada por ordem alfabética de candidatos, de acordo com o nome registrado na Justiça Eleitoral.
| Governador(a)    | Governador(a) | Governador(a) | Cargo político anterior                  | Vice-Governador(a)    | Vice-Governador(a) | Vice-Governador(a) | Coligação/ Federação                                                                                             | Número eleitoral | Tempo de horário eleitoral |
| Candidato        | Partido       | Partido       | Cargo político anterior                  | Candidato             | Partido            | Partido            | Coligação/ Federação                                                                                             | Número eleitoral | Tempo de horário eleitoral |
| Adriano Teixeira |               | PCO           | Sem cargo político anterior              | Cristiano Kusbic      |                    | PCO                | Sem coligação | 29               | Sem tempo de rádio e TV    |
| Ângela Machado   |               | PSOL          | Sem cargo político anterior              | Sergio Nakatani       |                    | REDE               | Fed. PSOL REDE                                                                                                   | 50               | 0:31                       |
| Ratinho Júnior   |               | PSD           | Governador do Paraná (2019 – atualidade) | Darci Piana           |                    | PSD                | A Mudança Não Para, Pra Frente Paraná PSD, PP, MDB, Solidariedade, PROS, Republicanos, UNIÃO, PTB, PL, PMB, Agir | 55               | 6:31                       |
| Joni Correia     |               | DC            | Sem cargo político anterior              | Gledson Regnier       |                    | DC                 | Sem coligação | 27               | Sem tempo de rádio e TV    |
| Professor Ivan   |               | PSTU          | Sem cargo político anterior              | Phill Natal           |                    | PSTU               | Sem coligação | 16               | Sem tempo de rádio e TV    |
| Roberto Requião  |               | PT            | Senador pelo Paraná (2011–2019)          | Jorge Samek           |                    | PT                 | FE Brasil (PT, PCdoB, PV)                                                                                        | 13               | 2:00                       |
| Ricardo Gomyde   |               | PDT           | Vereador de Curitiba (2002–2003)         | Eliza Ferreira        |                    | PDT                | Sem coligação | 12               | 0:57                       |
| Solange Ferreira |               | PMN           | Sem cargo político anterior              | Marcos Antonio Santos |                    | PMN                | Sem coligação | 33               | Sem tempo de rádio e TV    |
| Viviane Motta    |               | PCB           | Sem cargo político anterior              | Diego Valdez          |                    | PCB                | Sem coligação | 21               | Sem tempo de rádio e TV    |

### Desistências
- Zé Boni (AGIR) - Retirou sua pré-candidatura ao governo do Estado para concorrer a Câmara dos Deputados.[57]

### Candidaturas retiradas
- Filipe Barros (PL) - Deputado federal pelo Paraná (2019 – atualidade). Seu nome foi retirado pelo partido que decidiu entrar na coligação de Ratinho Júnior. Com isso, Filipe concorrerá a reeleição na Câmara dos Deputados.

### Candidatura reprovada na convenção partidária
- César Silvestri Filho (PSDB) - Prefeito de Guarapuava (2013–2021). Por não ter seu nome aprovado na convenção da Federação PSDB Cidadania que definiria sua candidatura ao Governo do Paraná, o ex-prefeito acabou tendo sua candidatura retirada. A federação o indicou para disputar a vaga ao Senado Federal.[58]

## Candidatos ao Senado
As convenções partidárias iniciaram-se no dia 20 de julho, se estendendo até 5 de agosto. Os partidos políticos tinham até 15 de agosto de 2022 para registrar formalmente os seus candidatos. Os seguintes partidos políticos que confirmaram suas candidaturas:

### Candidaturas confirmadas
- Alvaro Dias (PODE) - Natural de Quatá, embora tenha feito sua carreira política pelo estado do Paraná, Alvaro é historiador, professor e foi vereador de Londrina (1969–1971), deputado estadual (1971–1975), deputado federal (1975–1983), senador pelo Paraná (1983–1987), até que renunciou ao cargo para assumir o governo estadual (1987–1991). Depois disso, retornou ao cargo de senador em 1999, e permaneceu nele até então. O Podemos lançou a candidatura de Alvaro Dias à reeleição em convenção partidária, no dia 5 de agosto de 2022. Ele tentou disputar um quarto mandato.[59] Seu 1º suplente é o empresário Wilson Matos Filho[60] e o 2º suplente é o advogado Rolf Koerner, ambos filiados ao Podemos.[61]
- Sergio Moro (UNIÃO) - Natural de Maringá, Moro foi juíz federal do Tribunal Regional Federal da 4.ª Região (1996–2018), professor universitário e Ministro da Justiça e Segurança Pública do Brasil entre 2019 e 2020 no governo Jair Bolsonaro. Ficou conhecido nacionalmente por ter sido o juíz responsável em julgar os processos da Operação Lava Jato em primeira instância. Inicialmente, Moro concorreria à presidência da República pelo Podemos, mas logo em seguida tentou transferir seu título de eleitor para São Paulo, sem objetivar qual cargo disputaria. Todavia, o TRE-SP negou a transferência, o que acabou obrigando Moro a disputar a vaga de senador pelo Paraná. Sua candidatura foi oficializada em 2 de agosto pelo União Brasil.[62] Seu 1º suplente é o advogado Luís Felipe Cunha[63] e o 2º suplente é o empresário Ricardo Guerra[64], ambos filiados ao União Brasil.
- Paulo Martins (PL) - Natural de Presidente Venceslau, Paulo Martins é jornalista e foi deputado federal pelo Paraná entre 2019 e 2023. Ficou conhecido por ter sido comentarista político do extinto Jornal da Massa entre 2009 e 2014. Sua candidatura foi oficializada em 3 de agosto pelo Partido Liberal.[65] Sua 1º suplente é a vereadora de Assis Chauteaubriand, Franciane Micheletto[66] e seu 2º suplente é o advogado Juarez Berté, ambos filiados ao PL.[67]
- Rosane Ferreira (PV) - Natural de Clevelândia, Rosane é enfermeira e foi deputada estadual (2007–2011), deputada federal pelo Paraná (2011–2015) e vereadora de Araucária (2021). Sua candidatura foi oficializada pela Federação Brasil da Esperança (FE Brasil - PT, PCdoB e PV) em 3 de agosto.[68] Sua 1ª suplente é a assistente social Elza Campos, filiada ao Partido Comunista do Brasil[69] e sua 2ª suplente é a professora Marlei Fernandes de Carvalho (conhecida como Professora Marlei), filiada ao Partido dos Trabalhadores.[70]
- Desiree Salgado (PDT) - Natural de Curitiba, Desiree é mestre e doutora em Direito pela Universidade Federal do Paraná (UFPR). Sua candidatura foi oficializada pelo Partido Democrático Trabalhista em 30 de julho.[71] Sua 1ª suplente é a corretora de imóveis Samantha Sitnik[72] e seu 2º suplente é o advogado Cristiano Dionísio[73], ambos filiados ao PDT.
- Orlando Pessuti (MDB) - Natural de Califórnia, Pessuti é veterinário e foi deputado estadual por cinco mandatos consecutivos (1983–2002) e vice-governador entre 2003 e 2010 na gestão de Roberto Requião. Com a renúncia de Requião para disputar uma vaga ao Senado Federal, acabou assumindo o governo do Paraná entre abril de 2010 e janeiro de 2011. Pessuti também foi diretor-presidente do Banco Regional do Desenvolvimento do Extremo Sul (BRDE) entre 2017 e 2019. Sua candidatura foi oficializada pelo Movimento Democrático Brasileiro em 25 de julho[74]. Seu 1º suplente é o empresário Claudio Quadri[75] e a sua 2ª suplente é a vereadora de Pontal do Paraná, Rosiane Rosa Borges (conhecida como Nega), ambos filiados ao MDB[76].
- Aline Sleutjes (PROS) - Natural de Castro, Aline é profissional de educação física e foi deputada federal pelo Paraná (2019–2023). Sua candidatura foi oficializada pelo Partido Republicano da Ordem Social em 30 de julho.[77] O 1º suplente em sua chapa é o empresário Ademar Pereira, conhecido também por se candidatar a prefeito na eleição de Curitiba em 2016.[78] Seu 2º suplente é o policial militar Fabio Alves de Amaral (conhecido como Policial Fabio Amaral), ambos filiados ao PROS.[79]
- Dr. Sabóia (PMN) - Natural de Rio Negro, Carlos Eduardo Saboia Gomes é médico[80] e foi vereador de Maringá por dois mandatos consecutivos (2009–2017)[81]. Sua candidatura foi oficializada pelo Partido da Mobilização Nacional em 5 de agosto.[82] Seu 1º suplente é o empresário Clovis Santos[83] e a sua 2ª suplente é a servidora pública aposentada Gisele Durigan, ambos filiados ao PMN.[84]
- Laerson Matias (PSOL) - Natural de Cascavel, Laerson é bancário[85], tendo sido candidato a deputado estadual, em 2006, e a vereador de Cascavel, em 2016, mas não foi eleito. A Federação PSOL REDE oficializou sua candidatura ao Senado em convenção partidária em 30 de julho.[86] Seu 1º suplente é o professor Sebastião Santarosa[87] e seu 2º suplente é o também bancário Leonardo Martins[88], ambos filiados ao PSOL.
- Roberto França (PCO) - Natural de São Paulo, Roberto é professor e teve sua candidatura oficializada pelo Partido da Causa Operária em convenção realizada no dia 31 de julho.[89] Seu 1º suplente é o professor Gilson Mezarobba[90] e seu 2º suplente é o servidor público aposentado Antonio Cesar Gariza, ambos filiados ao PCO.[91]

Nota: a tabela a seguir está organizada por ordem alfabética de candidatos.
| Senador               | Senador                         | Senador | Cargo político anterior                                       | Suplentes                         | Suplentes | Suplentes | Coligação/ Federação                                             | Número eleitoral | Tempo de horário eleitoral |
| Candidato             | Partido                         | Partido | Cargo político anterior                                       | Candidatos                        | Partido   | Partido   | Coligação/ Federação                                             | Número eleitoral | Tempo de horário eleitoral |
| Aline Sleutjes        |                                 | PROS    | Deputada Federal pelo Paraná (2019–2023)                      | 1° suplente: Ademar Pereira       |           | PROS      | Sem coligação                                                    | 900              | 0:09                       |
| Aline Sleutjes        | 2° suplente: Fábio Amaral       | PROS    | Deputada Federal pelo Paraná (2019–2023)                      |                                   |           | PROS      | Sem coligação                                                    | 900              | 0:09                       |
| Alvaro Dias           |                                 | PODE    | Senador pelo Paraná (1999–2023)                               | 1° suplente: Wilson Matos Filho   |           | PODE      | Por Amor ao Paraná PODE, Fed. PSDB Cidadania, PSB, Patriota, PSC | 190              | 1:18                       |
| Alvaro Dias           | 2° suplente: Rolf Koerner       | PODE    | Senador pelo Paraná (1999–2023)                               |                                   |           | PODE      | Por Amor ao Paraná PODE, Fed. PSDB Cidadania, PSB, Patriota, PSC | 190              | 1:18                       |
| Dr. Sabóia            |                                 | PMN     | Vereador por Maringá (2009–2017)                              | 1° suplente: Clóvis Santos        |           | PMN       | Sem coligação                                                    | 337              | Sem tempo de rádio e TV    |
| Dr. Sabóia            | 2ª suplente: Gisele Durigan     | PMN     | Vereador por Maringá (2009–2017)                              |                                   |           | PMN       | Sem coligação                                                    | 337              | Sem tempo de rádio e TV    |
| Desiree Salgado       |                                 | PDT     | Sem cargo político anterior                                   | 1ª suplente: Samantha Sitnik      |           | PDT       | Sem coligação                                                    | 123              | 0:24                       |
| Desiree Salgado       | 2° suplente: Cristiano Dionísio | PDT     | Sem cargo político anterior                                   |                                   |           | PDT       | Sem coligação                                                    | 123              | 0:24                       |
| Laerson Matias        |                                 | PSOL    | Sem cargo político anterior                                   | 1° suplente: Sebastião Santarosa  |           | PSOL      | Fed. PSOL REDE                                                   | 500              | 0:11                       |
| Laerson Matias        | 2° suplente: Leonardo Martins   | PSOL    | Sem cargo político anterior                                   |                                   |           | PSOL      | Fed. PSOL REDE                                                   | 500              | 0:11                       |
| Orlando Pessuti       |                                 | MDB     | Governador do Paraná (2010–2011)                              | 1° suplente: Claudiomiro Quadri   |           | MDB       | Sem coligação                                                    | 155              | 0:28                       |
| Orlando Pessuti       | 2ª suplente: Rosiane Borges     | MDB     | Governador do Paraná (2010–2011)                              |                                   |           | MDB       | Sem coligação                                                    | 155              | 0:28                       |
| Paulo Eduardo Martins |                                 | PL      | Deputado federal pelo Paraná (2019–2023)                      | 1ª suplente: Franciane Micheletto |           | PL        | Sem coligação                                                    | 222              | 0:28                       |
| Paulo Eduardo Martins | 2° suplente: Juarez Bertê       | PL      | Deputado federal pelo Paraná (2019–2023)                      |                                   |           | PL        | Sem coligação                                                    | 222              | 0:28                       |
| Roberto França        |                                 | PCO     | Sem cargo político anterior                                   | 1° suplente: Gilson Mezarroba     |           | PCO       | Sem coligação                                                    | 290              | Sem tempo de rádio e TV    |
| Roberto França        | 2° suplente: Antonio Gariza     | PCO     | Sem cargo político anterior                                   |                                   |           | PCO       | Sem coligação                                                    | 290              | Sem tempo de rádio e TV    |
| Rosane Ferreira       |                                 | PV      | Deputado federal pelo Paraná (2011–2015)                      | 1ª suplente: Elza Campos          |           | PCdoB     | FE Brasil (PT, PCdoB, PV)                                        | 433              | 0:55                       |
| Rosane Ferreira       | 2ª suplente: Professora Marlei  | PV      | Deputado federal pelo Paraná (2011–2015)                      |                                   | PT        |           | FE Brasil (PT, PCdoB, PV)                                        | 433              | 0:55                       |
| Sérgio Moro           |                                 | UNIÃO   | Ministro da Justiça e Segurança Pública no Brasil (2019–2020) | 1° suplente: Luís Felipe Cunha    |           | UNIÃO     | Sem coligação                                                    | 444              | 1:03                       |
| Sérgio Moro           | 2° suplente: Ricardo Guerra     | UNIÃO   | Ministro da Justiça e Segurança Pública no Brasil (2019–2020) |                                   |           | UNIÃO     | Sem coligação                                                    | 444              | 1:03                       |

### Desistências
- Guto Silva (PP) - Secretário-Chefe da Casa Civil do Paraná (2019–2022). Ele desistiu de sua candidatura para ser o coordenador da campanha do Ratinho Júnior.[109]

### Candidaturas retiradas
- César Silvestri Filho (PSDB) - Prefeito de Guarapuava (2013–2021). Em respeito a um acordo estabelecido entre o PSDB e o Podemos no estado de São Paulo, seu nome foi descartado pela federação em troca de apoio formal à candidatura de Álvaro Dias, candidato a reeleição ao Senado pelo Paraná.[110]